# 1465 en Angleterre
Chronologie de l'Angleterre
- 1461
- 1462
- 1463
- 1464
- 1465
- 1466
- 1467
- 1468
- 1469

Cette page concerne l'année 1465 du calendrier julien.

## Naissances en 1465
- Date inconnue :
  - Tudur Aled, poète
  - William Cornysh, dramaturge
  - Richard Davy, compositeur
  - Robert Fisher, member of Parliament pour Rochester
  - John Hussey, 1er baron Hussey de Sleaford
  - John Jenour, officier
  - John Giffard, courtisan
  - William Skeffington, Lord Deputy d'Irlande
  - James Stanley, évêque d'Ely
  - Richard Weston, trésorier
  - John Yonge, diplomate

## Décès en 1465
- 14 janvier : Thomas Beckington, évêque de Bath et Wells
- 20 janvier : John Whethamstede, abbé de St Albans
- Date inconnue :
  - William Brewster, chanoine de Windsor
  - Thomas Charlton, speaker de la Chambre des communes
  - Christopher Conyers, bailli de Richmond
  - Joan Courtenay, noble
  - John Hardyng, chroniqueur
  - Philip Norris, diplômé du University College d'Oxford